# Сунки
Су́нки — село в Україні, у Черкаському районі Черкаської області, у складі Березняківської сільської громади. У селі за даними перепису 2001 року мешкало 1328 людей.

## Географія
У селі бере початок річка Сунка.

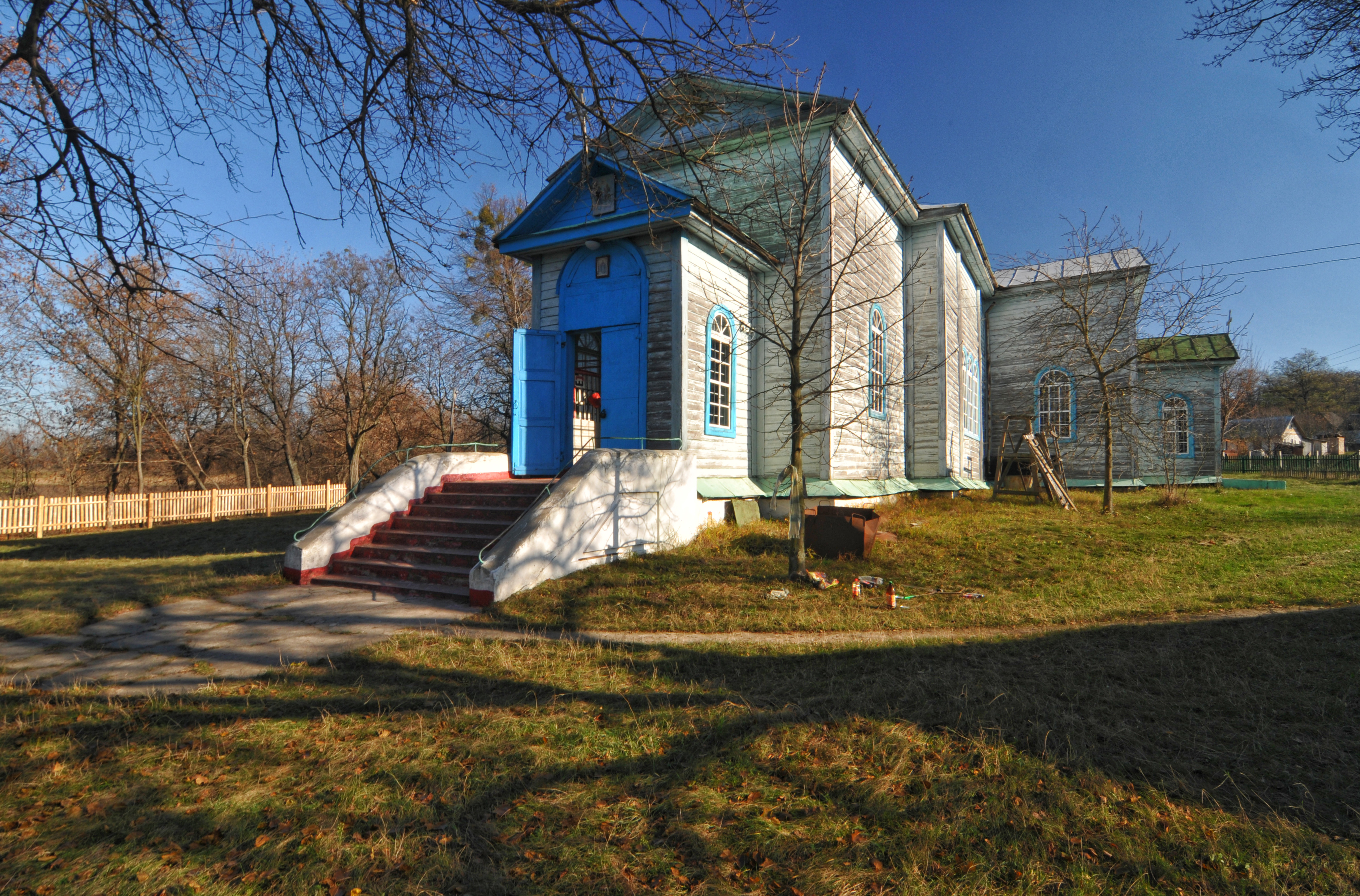
Церква Св. Трійці

У 1909 році у глинищі, копаючи пісок для гончарювання, селянин Іван Бердник знайшов кістки мамонта. Знахідку оглянув граф Олексій Бобринський, зафотографувавши їх на місці.

## Історія
Станом на 1885 рік у колишньому власницькому селі, центрі Сунківської волості Черкаського повіту Київської губернії, мешкало 2358 осіб, налічувалось 381 дворове господарство, існували православна церква, школа, лікарня, 3 постоялих будинки, 2 лавки, 3 водяних і 17 вітряних млинів.

## Населення
За переписом 1897 року кількість мешканців зросла до 3236 осіб (1591 чоловічої статі та 1645 — жіночої), з яких 3225 — православної віри.

### Мовний склад
Рідна мова населення за даними перепису 2001 року:
| Мова       | Чисельність, осіб | Доля     |
| ---------- | ----------------- | -------- |
| Українська | 1 288             | 96,99 %  |
| Російська  | 37                | 2,79 %   |
| Інше       | 3                 | 0,22 %   |
| Разом      | 1 328             | 100,00 % |

## Пов'язані особи
На початку XIX ст. село Сунки належало відомому учаснику війни 1812 р. генералу Раєвському, в середині XIX ст. — Соф'ї Раєвській, а з 1900 р. — володарка села княгиня Наталія Григорівна Яшвіль (1862—1939).
Саме тут художник Михайло Нестеров, котрий прожив у Сунках дев'ять років, написав відомий портрет княгині Н. Г. Яшвіль, що нині міститься у Київській національній картинній галереї, а також майже всі етюди до стінописів Марфо-Мар'їнської обітелі у Москві.

## Народні промисли
У минулому село — один з найбільших та найцікавіших центрів черкаського народного гончарства: горщики, макітри, глечики та глиняні іграшки постачались до Сміли, Черкас та Києва. Село мало декілька ремісничих династій гончарів:
- Гнатенки
- Дем'яненки
- Дорошенки
- Мартиненки
- Сухих та ін.

За часів СРСР гончарне ремесло занепало. Старовинні зразки гончарства можна побачити у сільському музеї, для якого виділено дві кімнати в Будинку культури.
Також село пишається династіями майстринь-вишивальниць: їхні роботи були представлені на виставках у Києві, Москві, Петербурзі, а найкращі з них навіть були нагороджені бронзовою та золотою медалями на всесвітній виставці у Парижі.

## Природно-заповідний фонд
Поблизу села розташовано гідрологічний заказник місцевого значення Сунківський та ландшафтний заказник Сунківський-1.

## Освіта та наука
В с. Сунки школа існує з 1863 року. Спочатку вона називалася церковно–приходською з чотирирічним навчанням. Сьогодні в школі є 11 класів, в яких навчається 105 учнів . Працює педагогічний колектив із 21 вчителів (9 випускників цієї школи). Сьогодні школа називається: СУНКІВСЬКА ЗАГАЛЬНООСВІТНЯ ШКОЛА І — ІІІ СТУПЕНІВ СМІЛЯНСЬКОЇ РАЙОННОЇ РАДИ ЧЕРКАСЬКОЇ ОБЛАСТІ.
Також існує дитсадок: Дошкільний навчальний заклад № 27 «Ромашка» с. Сунки.